# Чачак
Чачак (серб. Чачак, Čačak) — місто в Сербії. Розташоване за 140 кілометрів на південь від Белграда.
Чисельність населення становить 73,4 тис. осіб (2002), разом з передмістями — 117 072 особи.

## Клімат
Чачак знаходиться в центральній континентальній частині Сербії, відповідно в зоні помірно континентального клімату. Середньорічна температура становить 10,5 ° C, а середня вологість повітря — 80,7%. Місто приховується від вітру 4 хребтами гір. Середня швидкість південного вітру становить лише 2 м/с, східного — 1,4 м/с.

## Визначні пам'ятки
Поруч з містом в ущелині річки Західна Морава, знаходиться Троїцький монастирський комплекс, який також називають «сербським Афоном». На схилі гори Овчар компактно розташовані 5 монастирів: Введенський, Вознесенський, Свято-Троїцький, Преображенський і Стрітенський монастирі. На іншому березі річки під горою Каблар розташовані ще 3 монастиря: Благовіщенський, Іоанно-Предтеченський (Йованом) і Нікольський (Миколи) і 3 церкви — Іллінська, Саввінська та Успенська. Всі монастирі та церкви були побудовані в XIV-XVI століттях.

## Спорт
- Борац Чачак — футбольний клуб.
- У 2003 році баскетбольний клуб ЦСКА виграв баскетбольний турнір, що проходить у цьому місті.

## Визначні мешканці
Милан Йованович — чорногорський футболіст, захисник клубу «Црвена Звезда».

## Міста-побратими
- Росія, Сочі
- Словаччина, Турчянске Тепліце
- Словаччина, Брезно
- Греція, Катеріні
- Білорусь, Барановичі